# Boschniakia tuberosa
Boschniakia tuberosa är en snyltrotsväxtart som först beskrevs av Asa Gray, och fick sitt nu gällande namn av Jepson. Boschniakia tuberosa ingår i släktet Boschniakia och familjen snyltrotsväxter. Inga underarter finns listade i Catalogue of Life.